# АНПОКЭН
«АНПОКЭН» — Научно-исследовательский совет по вопросам национальной безопасности Японии.
Первоначально был создан для решения вопроса возврата под юрисдикцию Японии острова Окинава, оккупированного американскими войсками во время Второй мировой войны. После передачи Окинавы совет поставил перед собой новую цель — отторжение от России четырёх южных Курильских островов.
Для достижения своей цели «Анпокэн» регулярно проводит мониторинг общественного мнения в России, ежегодные научно-практические конференции и форумы, где доводится до россиян позиция японского руководства по так называемой проблеме «северных территорий». По результатам своей деятельности ежегодно «Анпокэн» готовит предложения правительству Японии.
Сопредседатель совета — японский советолог, японский и российский политолог Сигэки Хакамада.